# Nathaniel Erskine-Smith
Pour les articles homonymes, voir Erskine et Smith.
Nathaniel Erskine-Smith, né le 15 juin 1984 à Toronto en Ontario, est un avocat et homme politique canadien, membre du Parti libéral. Il représente la circonscription de Beaches—East York à la Chambre des communes du Canada depuis 2015.

## Biographie
Le 20 décembre 2024, il est nommé ministre du Logement, de l'Infrastructure et des Collectivités dans le gouvernement Trudeau et maintenu dans le gouvernement Carney en mars 2025. Il est cependant démis de ses fonctions après les élections générales au profit de Gregor Robertson.